# Ярёменко, Юрий Васильевич
Ю́рий Васи́льевич Ярёменко (8 августа 1935, Чита — 18 сентября 1996, Москва) — советский и российский учёный-экономист, академик РАН (1994), специалист в сфере межотраслевого моделирования и макроструктурного анализа. Был заместителем академика-секретаря Отделения экономики РАН, директором Института народнохозяйственного прогнозирования РАН, советником по экономике Президента СССР.

## Биография
В 1953 году поступил на экономический факультет Московского государственного университета имени М. В. Ломоносова.
В ноябре 1957 года был направлен на учёбу на экономический факультет Китайского народного университета (Пекин). Это время оказалось очень насыщенным и плодотворным для Ярёменко. Благодаря годам, проведённым в Китае, он стал ведущим отечественным специалистом по китайской экономике, а также тонким знатоком китайской жизни, культуры и языка.
Успешно окончив университет в Пекине, в 1960 году Ярёменко вернулся в Москву. В 1961—1973 годах он был сотрудником Научно-исследовательского экономического института (НИЭИ) при Госплане СССР, занимаясь изучением факторов экономической динамики и структурных сдвигов в народном хозяйстве. В этот период Ю. В. Ярёменко начал многолетнее сотрудничество с такими видными экономистами, как А. И. Анчишкин, О. Т. Богомолов, Н. Я. Петраков, С. С. Шаталин. Защитил кандидатскую диссертацию «Взаимосвязь динамики общественного продукта и национального дохода в системе баланса народного хозяйства».
С 1973 по 1986 год работал в Центральном экономико-математическом институте Академии наук СССР, занимая должности заведующего лабораторией и заместителя директора. В 1977 году защитил докторскую диссертацию «Анализ и прогнозирование межотраслевых связей и отраслевой структуры народного хозяйства». В 1987 году он стал директором академического Института народнохозяйственного прогнозирования (который до 1992 года назывался Институтом экономики и прогнозирования научно-технического прогресса) и руководил им до последних дней своей жизни. 23 декабря 1987 года был избран членом-корреспондентом АН СССР по Отделению экономики, с 31 марта 1994 года — академик РАН.
В 1990 году основал научный журнал «Проблемы прогнозирования», который выходит в свет также и на английском языке под названием «Studies on Russian Economic Development». В 1990—1991 годах являлся членом ЦК КПСС. В 1991 году был назначен экономическим советником Президента СССР М. С. Горбачёва.
В 1990-е годы академик Ярёменко жёстко критиковал выбранные российскими властями методы экономических реформ, будучи при этом одним из ключевых разработчиков альтернативных концепций и программ.

Юрий Ярёменко — как я считаю, самый глубокий специалист, который очень хорошо знал китайский опыт реформ, — оказался невостребованным во многом потому, что без его воли его записали в члены ЦК КПСС при Горбачёве, хотя он об этом не просил и узнал об этом уже post factum. А для Ельцина всё, связанное с ЦК, было сразу отрезано.— С. Ю. Глазьев

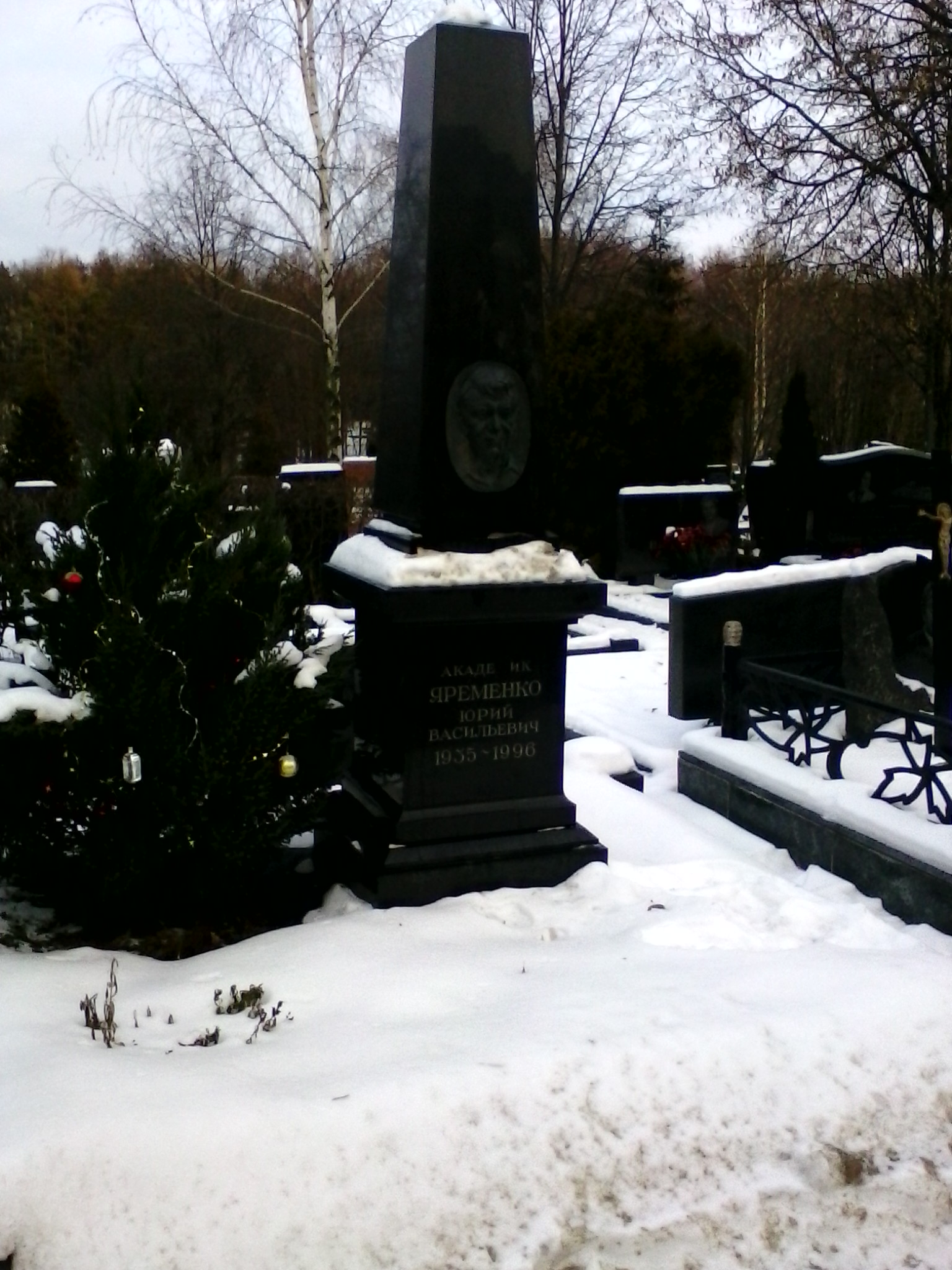
Могила Ю. В. Ярёменко на Троекуровском кладбище Москвы

Умер Ярёменко 18 сентября 1996 года. Похоронен на Троекуровском кладбище Москвы.

## Научная деятельность
Наиболее крупным вкладом Ю. В. Ярёменко в развитие экономической науки была разработка им теории многоуровневой экономики. В соответствии с выводами Ярёменко, разные уровни экономики имеют доступ к ресурсам разного качества — чем выше уровень отрасли в экономической иерархии, тем более качественные ресурсы она получает. Ресурсная несбалансированность в экономике генерирует либо процессы замещения (в рамках которых высококачественные ресурсы вытесняют низкокачественные), либо процессы компенсации (в рамках которых нехватка высококачественных ресурсов компенсируется повышенным потреблением низкокачественных). На базе этих теоретических подходов Ярёменко предложил, а затем и внедрил в научную практику масштабную модель, описывающую процесс формирования производственно-технологической и отраслевой структуры экономики. Этот аналитический инструмент был назван им «Моделью межотраслевых взаимодействий».
Многие российские и зарубежные учёные считают Ярёменко аналитиком, который сумел наиболее глубоко разобраться в механизмах функционирования мобилизационных экономик, в том числе плановых экономик СССР и Китая.
Одним из наиболее ярких примеров исследовательской и научно-организационной деятельности академика Ярёменко стала разработка Комплексных программ социально-экономического и научно-технического развития страны на 20 лет (КП НТП). КП НТП были особым жанром предплановых разработок, которые выполнялись раз в 5 лет под эгидой АН СССР и Государственного комитета по науке и технике. В рамках этой работы Ю. В. Ярёменко руководил подготовкой сводных разделов, которые по своей сути являлись сценарными макроэкономическими прогнозами развития СССР с 20-летним горизонтом.
Внёс решающий вклад в разработку новых методов социально-экономического прогнозирования, в рамках которых синтезировались наиболее эффективные исследовательские подходы советского и постсоветского периодов.

## Награды
- Орден «Знак Почёта» (1986)[3]

## Основные работы
- Плышевский Б. П., Ярёменко Ю. В. Закономерности движения общественного продукта и национального дохода. — М.: Экономиздат, 1963.
- Анчишкин А. И., Ярёменко Ю. В. Темпы и пропорции экономического развития. — М.: Экономика, 1967.
- Ярёменко Ю. В. «Большой скачок» и народные коммуны в Китае. — М.: Политиздат, 1968. — 143 с.
- Ярёменко Ю. В. Структурные изменения в социалистической экономике. — М.: Мысль, 1981.
- Моделирование межотраслевых взаимодействий / [Ярёменко Ю. В., Нечаев А. А., Мамаев В. Е. и др. Отв. ред. Ю. В. Ярёменко]. — М.: Наука, 1984. — 278 с.
- Методы народнохозяйственного прогнозирования / [А. И. Анчишкин, Ю. В. Ярёменко, А. С. Смышляев и др.] Под ред. Н. П. Федоренко [и др.] — М. : Наука, 1985. — 472 с.
- Ярёменко Ю. В. Экономические беседы. — М.: ЦИСН, 1998.
- Ярёменко Ю. В. Избранные труды в трёх книгах. — Кн. 1-3. — М.: Наука, 1999.
- Ярёменко Ю. В. Об экономике. — М.: МАКС Пресс, 2015. — 272 с. — ISBN 978-5-317-05082-5.